# Aligot vesper de les Filipines
L'aligot vesper de les Filipines (Pernis steerei) és un Aligot vesper, un ocell rapinyaire de la família dels accipítrids (Accipitridae), que és considerat per alguns autors una subespècie de Pernis celebensis. Habita als boscos de les Filipines. El seu estat de conservació es considera de risc mínim.